# Joelle Mogensen
Joëlle Choupay-Mogensen (* 3. Februar 1953 auf Long Island bei New York; † 15. Mai 1982 in Neuilly-sur-Seine bei Paris) war eine französische Sängerin. Zwischen 1972 und 1979 war sie Sängerin der Gruppe Il était une fois.

## Leben
Die Tochter einer französisch-vietnamesisch-amerikanischen Mutter und eines dänischen Vaters, der bei UNICEF in New York arbeitete, besuchte in den frühen 1960ern eine religiöse Privatschule in Kopenhagen, als sich ihre Familie dort niederließ. Mogensen sprach sechs Sprachen und begann bereits früh zu singen und Gitarre zu spielen. 1969 zog sie mit ihrer Mutter nach Frankreich, wo sie den Gitarristen Serge Koolenn kennen lernte und in Marseille Musikunterricht nahm. Während dieser Zeit sang sie auch in Cafés und kleinen Clubs.

## Karriere
Mit Richard Dewitte organisierten Mogensen und Koolenn die Gruppe Il était une fois aus 5 Männern und Mogensen als Lead-Sängerin und nahm in dieser Zeit 8 Alben auf. Mit der privaten Trennung von Koolenn im Jahr 1979 zerbrach auch die Gruppe und Mogensen startete eine Solo-Karriere und sang zeitweise auch mit Jean Sablon. 1980 veröffentlichte sie auch ihr erstes Solo-Album mit dem Lied Homme impossible, das 1981 das meistverkaufte Lied Europas war.

## Tod

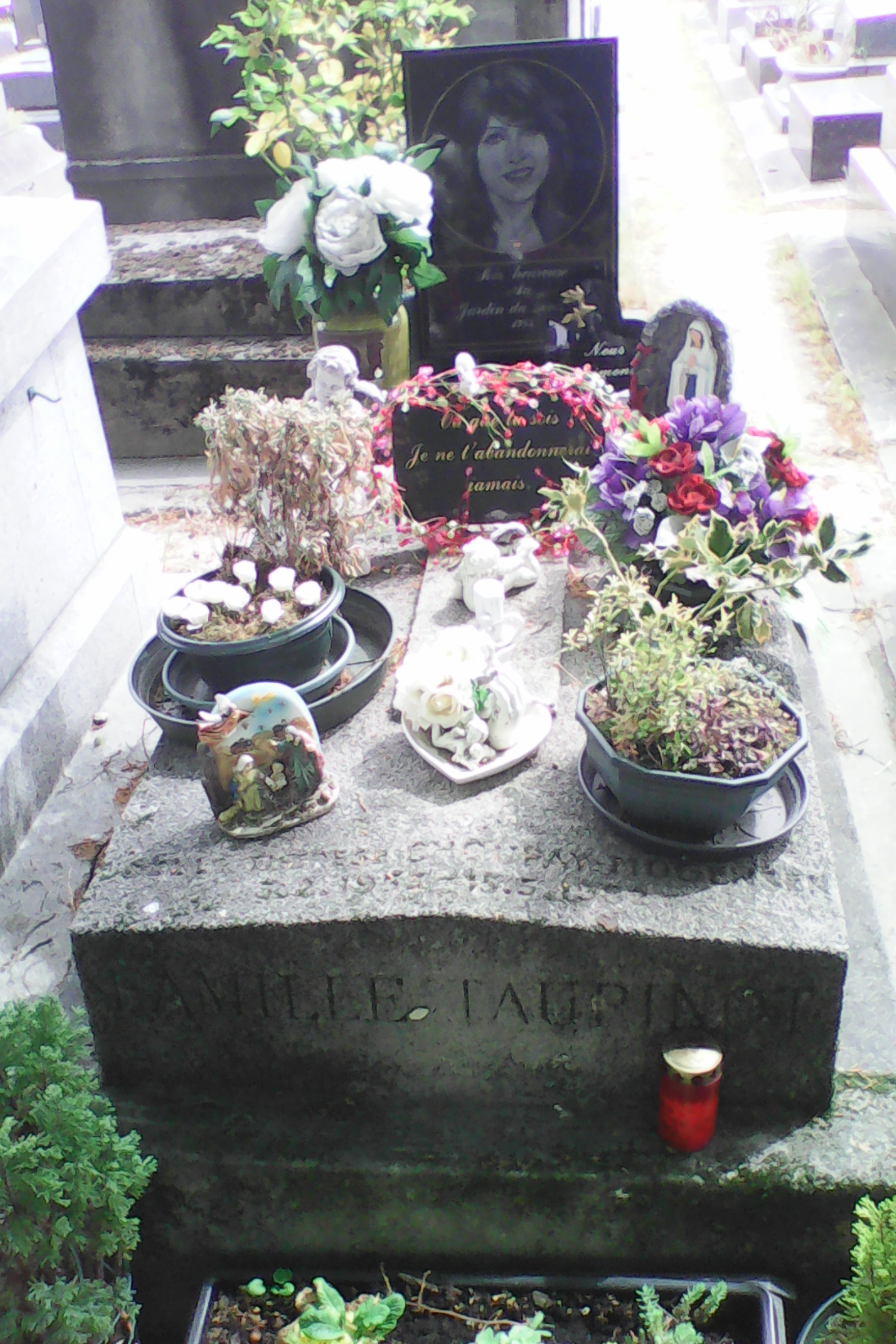
Die Grabstelle in Paris

Nach dem Abendessen bei ihrer Schwester in Neuilly-sur-Seine, einem Vorort von Paris, bei der sie auch die Nacht verbrachte, wurde sie am nächsten Tag tot aufgefunden. Die Autopsie ergab, dass sie an einem Lungenödem verstorben war. Mogensen wurde am Cimetière Montparnasse beigesetzt und ihre Single Aime-moi drei Tage nach ihrem Tod veröffentlicht.